# Paul Doucette
Paul Doucette (* 22. August 1972 in Pittsburgh, Pennsylvania) ist ein US-amerikanischer Musiker. Bekannt ist er vor allem durch die Alternative-Rock-Band matchbox twenty.

## Leben
Nach dem Abschluss der Highschool 1990 spielte er zunächst mit Rob Thomas und Brian Yale in der Band Tabithas Secret. Nach der Gründung von matchbox twenty wurde er zunächst Drummer dieser Band. Weitere Mitglieder sind abermals Rob Thomas und Brian Yale sowie Adam Gaynor und Kyle Cook. Nachdem Adam Gaynor 2005 matchbox twenty verlassen hatte, übernahm Paul Doucette dessen Part als Gitarrist in der Band. Drummer war von nun an Ryan McMillan.
Im Juni 2002 heiratete Doucette Moon Zappa, eine Tochter des Musikers Frank Zappa. Aus der Ehe ging 2004 die Tochter Mathilda Plum hervor. Im Januar 2012 gab Zappa bekannt, dass sie die Scheidung eingereicht habe; diese wurde im April 2014 rechtsgültig.

## Soloprojekte
Während der von 2003 bis 2007 dauernden Pause von matchbox twenty widmete auch er sich, wie Frontman Rob Thomas einem eigenen Soloprojekt, welches im Falle Paul Doucettes The break and repair method hieß. Daneben schrieb er einen Song für den US-Kinderfernsehsender Nickelodeon und war in einem Song auf dem Soloalbum Something to be von Rob Thomas als Drummer tätig.

## Sonstiges
Auf dem aktuellen Album Exile on Mainstream von matchbox twenty steuerte er die Songs I’ll Believe you when und All your reasons bei und war als künstlerischer Direktor für das Albumcover tätig. Bereits auf dem 2003er Album More than you think you are hatte er den Song Could I be you geschrieben.